# Championnat du Gabon de football 1984
Navigation
Saison précédente Saison suivante
La saison 1984 du Championnat du Gabon de football est la huitième édition du championnat de première division gabonaise, le Championnat National. La compétition est en fait une phase finale qui réunit les quatre clubs issus des championnats provinciaux. L’ensemble des rencontres ont lieu dans la capitale, Libreville. Cette édition est la dernière à se dérouler sous ce format. À partir de la saison suivante, le championnat se déroule sous la forme d’une poule unique avec dix formations.
C'est l’AS Sogara qui remporte le titre, après avoir terminé en tête de la poule. C'est le tout premier titre de champion du Gabon de l'histoire du club.

## Les clubs participants
| - USM Libreville - US Oyem - ENSP Franceville - AS Sogara |

## Compétition
| Rang | Équipe           | Pts | J | G | N | P | Bp | Bc | Diff |  | Résultats (▼ dom., ► ext.) | Sog | USM | ENSP | USO  |
| ---- | ---------------- | --- | - | - | - | - | -- | -- | ---- |  | -------------------------- | --- | --- | ---- | ---- |
| 1    | AS Sogara        | 6   | 3 | 3 | 0 | 0 | 8  | 2  | +6   |  | AS Sogara                  |     | 2-0 | 4-2  | 2-0  |
| 2    | USM Libreville   | 4   | 3 | 2 | 0 | 1 | 12 | 5  | +7   |  | USM Libreville             |     |     | 5-2  | 7-1  |
| 3    | ENSP Franceville | 2   | 3 | 1 | 0 | 2 | 15 | 11 | +4   |  | ENSP Franceville           |     |     |      | 11-2 |
| 4    | US Oyem          | 0   | 3 | 0 | 0 | 3 | 3  | 20 | -17  |  | US Oyem                    |     |     |      |      |

## Bilan de la saison
| Championnat du Gabon de football 1984                             |                       |
| Champion                                                          | AS Sogara (1er titre) |
| Coupes et trophées                                                |                       |
| Vainqueur de la Coupe du Gabon 1984                               | FC 105 Libreville     |
| Qualifications continentales                                      |                       |
| Coupe d'Afrique des clubs champions 1985                          | AS Sogara             |
| Coupe des Coupes 1985                                             | FC 105 Libreville     |
| Promotions et relégations                                         |                       |
| Promus en Championnat National                                    | Aucun                 |
| Relégués en Championnat du Gabon de football de deuxième division | Aucun                 |